# عقیده تعلیم
تعلیم از عقاید اصلی نزاریان بود و حسن صباح به آن توجه بسیاری داشت و به این خاطر آن‌ها را «تعلیمیه» خطاب می‌کردند. صباح پس از بازگشت از مصر و پیش از تصرف قلعهٔ الموت (سال ۴۷۳ / ۴۸۳ هجری قمری) شروع به گسترش برخی از آموزه‌های جدید کرد که همین‌ها باعث نفوذ وی شد. یکی از این آموزه‌ها تعلیم بود؛ آن‌ها معتقد بودند امام اسماعیلی تنها معلم واقعی است و عقل به تنهایی برای انسان کافی نیست پس او باید به تعلیم آن‌ها بپردازد. حسن صباح به صورت مفصل در رابطه با ضرورت تعلیم توسط امام اسماعیلی در کتاب فصول اربعه خود توضیح داده و این مسئله را جز ارکان اساسی نزاری به حساب آورده‌است.